# 제2기동전단
제2기동전단(第二機動戰團, 독일어: Einsatzflottille 2; EinsFltl 2)은 독일 해군의 전단 중 하나다. 제1기동전단, 해군비행사령부와 함께 독일 해군의 3대 여단급 편제를 이룬다. 
2006년 6월 27일 대규모 해군 개편의 일환으로 구축함전단을 통폐합하여 편성되었다.
사령관에는 전단제독(Flottillenadmiral; 1성장군. 영미 해군의 준장급)이 보임한다.

## 역대 사령관
1. 전단제독 한스요헨 비트하우어: 2006년 6월 27일-2006년 9월 30일
2. 전단제독 카를빌헬름 볼로프: 2006년 10월 1일-2009년 9월 30일
3. 전단제독 토르슈텐 켈러: 2009년 10월 1일-2012년 12월 31일
4. 전단제독 위르겐 추어 뮐렌: 2013년 1월 1일-2015년 3월 20일
5. 전단제독 크리스토프 뮐러마인하르트: 2015년 3월 23일-현재

## 산하 부대
- 제2호위함전대(2. Fregattengeschwader; 2. FGschw): 주둔지 빌헬름스하펜
  - 작센급 호위함 3척
  - 브란덴부르크급 호위함 4척
- 제4호위함전대(4. Fregattengeschwader; 4. FGschw): 주둔지 빌헬름스하펜
  - 브레멘급 호위함 2척
  - 바덴뷔르템베르크급 호위함 4척
- 수송전대(Trossgeschwader)
  - 베를린급 기동집단급유함 3척
  - 발헨호급 연료수송함 2척
  - 뢴급 연료수송함 2척
  - 페르마른급 인양함 1척
  - 방게로게급 예인정 2척
- 빌헬름스하펜 해군기지사령부(Marinestützpunktkommando Wilhelmshaven; MStpKdo WHV)